# Aegina, Dimos Aegina
Aegina är en kommunhuvudort i Grekland.   Den ligger i prefekturen Nomós Piraiós och regionen Attika, i den sydöstra delen av landet, 40 km sydväst om huvudstaden Aten. Aegina ligger 4 meter över havet och antalet invånare är 6 867. Den ligger på ön Egina.
Terrängen runt Aegina är platt norrut, men åt sydost är den kuperad. Havet är nära Aegina åt nordväst.  Aegina är det största samhället i trakten. 